# 2009 KK
2009 KK är en jordnära asteroid upptäckt den 17 maj 2009 av Catalina Sky Survey. Risken för en kollision med jorden bedöms till en på 28 000. Den har nivån 1 på Torinoskalan.
Den 22 maj 2009 hade man fortfarande bara observerat detta objekt vid 59 tillfällen under tre dygn varför det finns stor osäkerhet i de data man har samlat in. Som närmast ligger asteroidens omloppsbana bara 120 000 km från jordens, vilket kan jämföras med månen som ligger 384 000 km bort.
Den kommer att komma mycket nära jorden vid ett antal tillfällen under de närmaste årtiondena. Vissa källor berättar att den kommer att komma nära vid tolv tillfällen fram till år 2053. Andra källor anger fyra tillfällen fram till år 2066. En tredje anger en enda den 18 maj 2009. År 2098 kommer den att passera nära planeten Mars.